# 家城之清
家城 之清（いえき ゆききよ）は、戦国時代から安土桃山時代にかけての武将。北畠家の家臣。家城城主。

## 生涯
「長野主水（詳細不明）は謡い主水　家城主水は槍主水」と、その頃の童歌に謳われる程の槍の名手であった。
天文年間に長野藤定が北畠領を侵した垂水鷺山の戦いにおいて、豊田五郎左衛門、垂水釈迦坊らと共に奮戦し勇名を轟かせた。
永禄12年（1569年）、尾張国の織田信長が大軍をもって押し寄せ北畠具房の居城である大河内城を包囲する。その夜に織田軍の池田恒興が大河内城の東・広坂口を破ると、日置大膳亮らとこれを迎え撃ち、之清は槍働きで手柄を立て高名をなした。また、池田恒興、丹羽長秀、稲葉良通らが城の搦め手を夜襲した際も日置大膳亮、長野左京亮らと打って出てこれを退却させた。しかし、主君・具房が信長の子・茶筅丸（後の織田信雄）を養子に迎える事で和議が成立、事実上の敗北を喫する。
その後、信長が伊勢国の幾つかの城を廃城とする命令を下す。曽原城主・天花寺広高がこれに反発し元亀元年（1570年）に籠城すると、これに之清も同調し曽原城内に入った。しかし、翌元亀2年（1571年）に具房が出陣し曽原城を囲むと、之清は主君に対して弓を引く事を恐れ、城を出て具房らに合流し、北畠軍の船江衆と共に城を攻略した。
天正4年（1576年）、信長の命により北畠具教と一族郎党が惨殺され、具房も蟄居させられる（三瀬の変）と、翌天正5年（1577年）、具教の弟・北畠具親の挙兵に之清も呼応するが、同輩であった日置大膳亮や船江衆らに攻められ川俣山まで退却する。之清は木の上に上っていたところを発見され、飛び降りて奮戦するもかつての味方に討ち取られた。